# Stazione di Zarzaquemada
La stazione di Zarzaquemada è una fermata ferroviaria di Leganés, sulla linea Madrid-Valencia de Alcántara.
Forma parte della linea C5 delle Cercanías di Madrid.
Si trova su un terrapieno all'incrocio tra avenida de Europa, avenida de Gran Bretaña, calle del Roncal, calle de Petra Kelly e calle Clara Janes, nel comune di Leganés.

## Storia
La stazione è stata inaugurata il 21 maggio 1982.
Nel 1993, a seguito delle lamentele degli utenti, le banchine sono state dotate di copertura contro gli agenti atmosferici.
Nel 2008 è stato aggiunto un accesso per far fronte al continuo aumento di passeggeri.